# Erich Kretschmar
Karl Emil Erich Kretschmar (* 31. Juli 1880 in Berlin; † 3. April 1929 in Berleburg) war ein deutscher Verwaltungsbeamter und Landrat von Wittgenstein.

## Leben
Erich Kretschmar war Leutnant im Mindenscher Feldartillerie-Regiment Nr. 58 der 13. Infanterie-Division der Preußischen Armee.
Er studierte Rechtswissenschafter und wurde zum Dr. iur. promoviert. Am 2. Februar 1905 wurde er als Gerichtsreferendar vereidigt. Am 15. September 1906 wurde er Regierungsreferendar in Frankfurt an der Oder. 1909 erfolgte die Ernennung zum Regierungsassessor und Tätigkeit im Kreis Essen. 1911 wurde er an der Polizeidirektion Bochum tätig und 1913 im Kreis Minden. Nach der Vertretung des Landrats Franz Cornelsen im Kreis Minden und der Ernennung zum Regierungsrat am 3. Mai 1917 erfolgte am 9. Oktober 1917 die kommissarische Leitung des Kreises Wittgenstein und am 8. Juni 1918 die definitive Ernennung zum Landrat in Wittgenstein. Von 1918 bis 1920 war er Mitglied des westfälischen Provinziallandtages für den Wahlkreis Wittgenstein. 1929 verstarb er im Amt.
Kretschmar war Mitglied der Deutschnationalen Volkspartei (DNVP).

## Schriften
- Die Entstehung der Gutsbezirke im Kreise Wittgenstein und die Regelung ihrer kommunalen und polizeilichen Belange. In: Zs. f. Selbstverwaltung 1926, 185.